# 통진도서관
통진도서관은 경기도 김포시에 있는 도서관이다.

## 연혁
- 2007년 10월 25일 통진도서관 착공
- 2008년 7월 29일 평생학습센터로 조직개편
- 2009년 5월 5일 통진도서관 준공
- 2009년 7월 20일 통진도서관 개관
- 2009년 12월 21일 무인도서비치대 '책이랑' 운영

## 이용 안내
이용 시간
- 장애인 및 어르신자료실: 평일 09:00~18:00 / 주말 09:00~17:00
- 어린이자료실: 평일 09:00~20:00 / 주말 09:00~17:00
- 종합자료실: 평일 09:00~22:00 / 주말 09:00~17:00
- 디지털·농업자료실 및 연속간행물실: 평일 09:00~22:00 / 주말 09:00~17:00
- 청소년 열람실: 매일 08:00~23:00
- 성인열람실: 매일 08:00~23:00

휴관일
- 매월 첫째, 셋째 수요일
- 일요일을 제외한 법정 공휴일
- 임시 휴관일: 기타 관장이 필요하다고 인정되는 경우